# Lançamento de dardo

Dardos masculino e feminino.

Lançamento de dardo (português brasileiro) ou lançamento do dardo (português europeu) é uma modalidade olímpica do atletismo. Uma das mais nobres modalidades por sua antiguidade, integra o heptatlo e o decatlo, além de ter a sua própria prova individual. Assim como o lançamento de martelo e lançamento de disco, este esporte é chamado oficialmente de lançamento. Somente o arremesso de peso é chamado de arremesso, devido ao fato do peso ser empurrado e os demais serem projetados com características diferentes.

## História
O dardo fazia parte do pentatlo nos Jogos Olímpicos da Antiguidade, aparecendo pela primeira vez em 708 a.C., e era disputado em duas modalidades: distância e alvo. Ele era lançado com auxílio de uma tira de couro chamada ankule enrolada em torno do meio do eixo do dardo. Os atletas podiam segurá-lo pela tira e quando o dardo era lançado essa tira se desenrolava dando à lança um voo em espiral. O dardo, uma simples lança reta, tinha a altura de um homem e a largura de um dedo.
O lançamento de varas em alvos foi revivido na Alemanha e na Suécia no século XIX, no início da década de 1870. Na Suécia, estas varas foram desenvolvidas no moderno dardo e atirá-los à distância se tornou um dos esportes mais comuns lá e na Finlândia durante a década seguinte e as regras do esporte começaram a ser aprimoradas. Inicialmente eles eram lançados sem nenhuma corrida anterior e segurá-lo pela alça colocada no centro de gravidade não era obrigatório; corridas curtas foram introduzidas no fim da década de 1890 e a partir daí a distância da corrida passou a ser liberada.
Como modalidade olímpica, o dardo foi introduzido em Londres 1908, depois de uma aparição nos não-oficiais Jogos Olímpicos Intercalados de 1906, em Atenas, e o primeiro campeão olímpico foi o sueco Eric Lemming. Em Estocolmo 1912, com a introdução do decatlo nos Jogos, passou a ser uma das dez provas desta modalidade; foi também neste ano em que foi reconhecido o primeiro recorde mundial da modalidade, a marca de 62,34 m de Lemming. Em Los Angeles 1932 passou a ser uma modalidade olímpica também feminina e a norte-americana Babe Didrikson foi a primeira campeã.
A Europa Oriental e a Escandinávia, em particular a Finlândia, tem uma grande tradição neste esporte. O finlandês Matti Järvinen, nove vezes recordista mundial, os tchecos Jan Zelezny e Barbora Špotáková e a norueguesa Trine Hattestad são os grandes nomes da modalidade, todos recordistas mundiais e com múltiplos títulos olímpicos e mundiais; Zelezny e Spotakova são os atuais recordistas mundiais com as marcas de 98,48 m no masculino e 72,28 m no feminino.

## Descrição e regras
O dardo é um objeto em forma de lança, feito de metal, fibra de vidro ou fibra de carbono. Seu tamanho, tipo, peso mínimo e centro de gravidade foram definidos pela IAAF – Federação Internacional de Atletismo e variam do homem para a mulher. O homem usa um dardo de 2,7 metros de comprimento, pesando 800 gramas. A mulher usa um dardo um pouco mais leve, 600 gramas, e tem 2,3 metros de comprimento. Os dois modelos tem uma empunhadura feita de corda localizada no centro de gravidade.
O atleta corre para tomar impulso e usa uma pista de corrida e lançamento com 34,9 metros de comprimento e 4 metros de largura, fazendo um giro rápido com o corpo para lançar. O dardo costuma sair das mãos do atleta com uma velocidade de 100 km/h. Após o voo, ele aterra numa zona relvada que costuma ocupar a zona central dos estádios de atletismo. A marca obtida pelo atleta é medida pelos oficiais, desde o limite da zona de lançamento até ao primeiro ponto onde o dardo tocou no chão, obrigatoriamente dentro de uma setor pré-marcado no campo com um ângulo de 29°.
Ao contrário das outras modalidades de lançamento (martelo, peso e disco), a técnica do dardo tem regras próprias ditadas pela IAAF e lançamentos "não-ortodoxos" não são permitidos; o dardo precisa ser seguro pela empunhadura e lançado por cima do braço levantado ou dos ombros; além disso, é proibido ao atleta se virar completamente de maneira a que seu rosto fique em direção contrária ao lançamento, técnica que é muito usada, por exemplo, no lançamento de disco.
O lançador é desclassificado se sair da zona de lançamento antes, durante ou depois do lançamento, ou se o dardo tocar no solo sem ser pela ponta dianteira dele. As competições de lançamento de dardo iniciam-se com três rondas de lançamentos para cada atleta. Após esta fase, os oito melhores resultados são apurados para realizar mais três lançamentos. Ao fim da prova, o atleta que obtiver a maior distância num lançamento legítimo é declarado vencedor. No caso de um empate, vence aquele com a segunda melhor marca. 

### Reconfiguração
Em abril de 1986, o dardo masculino foi redesenhado pelo Comitê Técnico da IAAF. Isto se deveu ao fato de que, além de várias aterrissagens começarem a ser feitas ao comprido, sem a ponta furar o solo, diversos lançamentos estavam sendo feitos no limite da área destinada a isto no campo de atletismo, colocando em perigo potencial as pessoas envolvidas e espectadores. O recorde mundial com o dardo antigo do alemão Uwe Hon, de 104,80 m em 1984, foi o sinal de que algo precisa ser rapidamente mudado ou a modalidade seria inviabilizada para um estádio olímpico. Ele então foi redesenhado, com o centro de gravidade sendo colocado 4 cm à frente enquanto as áreas de superfície posteriores e anteriores ao centro de gravidade foram reduzidas e aumentadas, respectivamente. Isto teve como efeito a redução da elevação do dardo e o aumento da curvatura para baixo no arco da queda. Esta mudança fez o "nariz" do arco cair mais rapidamente, reduzindo a distância de voo em aproximadamente 10% e fazendo com que o dardo atinja o chão de maneira mais vertical e consistente. Em 1999, o dardo feminino também sofreu a mesma modificação.
Mesmo assim reconfigurado, o dardo voltou a ser lançado a distâncias proibitivas e em 2007 um atleta do salto em distância foi atingido na barriga por um dardo lançado do outro lado do campo, durante uma etapa da Golden League em Roma; com o atual recorde mundial masculino já novamente próximo dos 100 metros, nova mudança deve ser feita no implemento nos próximos anos.

## Recordes
As marcas referem-se aos dardos com a nova configuração e são de acordo com a World Athletics.
Homens
| Recorde          | Marca   | Atleta        | País            | Data           | Local      |
| Recorde mundial  | 98,48 m | Jan Železný   | República Checa | 25 maio 1996   | Jena       |
| Recorde olímpico | 92,97 m | Arshad Nadeen | Paquistão       | 08 agosto 2024 | Paris 2024 |

Mulheres
| Recorde          | Marca   | Atleta            | País            | Data             | Local       |
| Recorde mundial  | 72,28 m | Barbora Špotáková | República Checa | 13 setembro 2008 | Stuttgart   |
| Recorde olímpico | 71,53 m | Osleidys Menéndez | Cuba            | 27 agosto 2004   | Atenas 2004 |

## Melhores marcas mundiais
As marcas referem-se aos dardos com a nova configuração e são de acordo com a World Athletics.

#### Homens
| Posição | Marca   | Atleta          | País            | Data            | Local        |
| ------- | ------- | --------------- | --------------- | --------------- | ------------ |
| 1       | 98,48 m | Jan Železný     | República Checa | 25 maio 1996    | Jena         |
| 2       | 97,76 m | Johannes Vetter | Alemanha        | 6 setembro 2020 | Chorzów      |
| 3       | 96,29 m | Johannes Vetter | Alemanha        | 29 maio 2021    | Chorzów      |
| 4       | 95,66 m | Jan Železný     | República Checa | 29 agosto 1993  | Sheffield    |
| 5       | 95,54 m | Jan Železný     | República Checa | 6 abril 1993    | Pietersburg  |
| 6       | 94,64 m | Jan Železný     | República Checa | 31 maio 1996    | Ostrava      |
| 7       | 94,44 m | Johannes Vetter | Alemanha        | 11 julho 2017   | Lucerna      |
| 8       | 94,20 m | Johannes Vetter | Alemanha        | 19 maio 2021    | Ostrava      |
| 9       | 94,02 m | Jan Železný     | República Checa | 26 março 1997   | Stellenbosch |
| 10      | 93,90 m | Thomas Röhler   | Alemanha        | 5 maio 2017     | Doha         |

#### Mulheres
| Posição | Marca   | Atleta              | País            | Data             | Local     |
| ------- | ------- | ------------------- | --------------- | ---------------- | --------- |
| 1       | 72,28 m | Barbora Špotáková   | República Checa | 13 setembro 2008 | Stuttgart |
| 2       | 71,70 m | Osleidys Menéndez   | Cuba            | 14 agosto 2005   | Helsinque |
| 3       | 71,58 m | Barbora Špotáková   | República Checa | 2 setembro 2011  | Daegu     |
| 4       | 71,54 m | Osleidys Menéndez   | Cuba            | 1 julho 2001     | Retimno   |
| 5       | 71,53 m | Osleidys Menéndez   | Cuba            | 27 agosto 2004   | Atenas    |
| 6       | 71,42 m | Barbora Špotáková   | República Checa | 21 agosto 2008   | Pequim    |
| 7       | 71,40 m | Maria Andrejczyk    | Polónia         | 9 maio 2021      | Split     |
| 8       | 70,53 m | Maria Abakumova     | Rússia          | 1 setembro 2013  | Berlim    |
| 9       | 70,20 m | Christina Obergföll | Alemanha        | 23 junho 2007    | Munique   |
| 10      | 70,03 m | Christina Obergföll | Alemanha        | 14 agosto 2005   | Helsinque |

## Melhores marcas olímpicas
As marcas referem-se aos dardos com a nova configuração e são de acordo com o Comitê Olímpico Internacional – COI.

#### Homens
| Posição | Marca   | Atleta              | País              | Medalha | Local          |
| ------- | ------- | ------------------- | ----------------- | ------- | -------------- |
| 1       | 92,97 m | Arshad Nadeem       | Paquistão         | ouro    | Paris 2024     |
| 2       | 90,57 m | Andreas Thorkildsen | Noruega           | ouro    | Pequim 2008    |
| 3       | 90,30 m | Thomas Röhler       | Alemanha          | ouro    | Rio 2016       |
| 4       | 90,17 m | Jan Železný         | República Checa   | ouro    | Sydney 2000    |
| 5       | 89,85 m | Steve Backley       | Reino Unido       | prata   | Sydney 2000    |
| 6       | 89,66 m | Jan Železný         | República Checa   | ouro    | Barcelona 1992 |
| 7       | 89,45 m | Neeraj Chopra       | Índia             | prata   | Paris 2024     |
| 8       | 89,39 m | Jan Železný         | República Checa   |         | Sydney 2000    |
| 9       | 89,34 m | Neeraj Chopra       | Índia             |         | Paris 2024     |
| 10      | 88,68 m | Keshorn Walcott     | Trindade e Tobago |         | Rio 2016       |

* A marca de Jan Železný (89,39 m) foi conquistada durante as classificatórias em Sydney 2000; ; a marca de Neeraj Chopra (89,45 m) foi conseguida nas classificatórias de Paris 2024; a marca de Keshorn Walcott foi conseguida durante as classificatórias da Rio 2016 

#### Mulheres
| Posição | Marca   | Atleta              | País            | Medalha | Local        |
| ------- | ------- | ------------------- | --------------- | ------- | ------------ |
| 1       | 71,53 m | Osleidys Menéndez   | Cuba            | ouro    | Atenas 2004  |
| 2       | 71,42 m | Barbora Špotáková   | República Checa | ouro    | Pequim 2008  |
| 3       | 70,78 m | Maria Abakumova     | Rússia          | prata   | Pequim 2008  |
| 4       | 69,55 m | Barbora Špotáková   | República Checa | ouro    | Londres 2012 |
| 5       | 68,91 m | Trine Hattestad     | Noruega         | ouro    | Sydney 2000  |
| 6       | 67,69 m | Barbora Špotáková   | República Checa |         | Pequim 2008  |
| 7       | 67,52 m | Christina Obergföll | Alemanha        |         | Pequim 2008  |
| 8       | 67,51 m | Mirela Manjani      | Grécia          | prata   | Sydney 2000  |
| 9       | 67,34 m | Osleidys Menéndez   | Cuba            |         | Sydney 2000  |
| 10      | 67,11 m | Maria Andrejczyk    | Polónia         |         | Rio 2016     |

* As marcas de Barbora Špotáková (67,69 m) e Christina Obergföll (67,52 m) foram feitas nas classificatórias de Pequim 2008; a marca de Osleidys Menéndez (67,34 m) foi feita nas classificatórias de Sydney 2000; a marca de Maria Andrejczyk (67,11 m) foi feita nas classificatórias da Rio 2016 e foi superior à marca da croata Sara Kolak na final (66,18 m) que conquistou a medalha de ouro. 

## Marcas da lusofonia
| País                | Masculino | Atleta                 | Ano  | Local     | Feminino | Atleta            | Ano  | Local      |               |
| Brasil              | 91,00 m   | Luiz Maurício da Silva | 2025 | São Paulo | 62,89 m  | Jucilene Sales    | 2014 | São Paulo  | [ 18 ] [ 19 ] |
| Portugal            | 84,78 m   | Leandro Ramos          | 2022 | Doha      | 59,76 m  | Sílvia Cruz       | 2008 | Leiria     | [ 20 ]        |
| Cabo Verde          | 65,54 m   | Egner Tavares          | 2014 | Lisboa    | 39,90 m  | Ionilde Mendes    | 2007 | Seixal     | :647,784      |
| Angola              | 64,73 m   | Esmeraldino Trigo      | 2018 | Lisboa    | 43,77 m  | Indira Manuel     | 2003 | Elvas      | :647,784      |
| Moçambique          | 60,16 m   | Felipe Chaimite        | 2016 | Maputo    | 46,54 m  | Salomé Mugabe     | 2012 | Maputo     | :647,785      |
| São Tomé e Príncipe | 55,79 m   | Adeonaldo Freitas      | 2017 | Leiria    | 43,12    | Jucelina Mendes   | 2013 | Folha Fede | :648,785      |
| Guiné-Bissau        | 52,71 m   | Otoniel Badjana        | 2016 | Lisboa    | 42,61 m  | Josefina da Silva | 2018 | Barcelona  | :647,784      |
| Timor-Leste         | 33,44 m   | Felismino Alípio       | 2015 | Dili      | 19,10 m  | Delfina Soares    | 2014 | Dili       | :648,785      |